# 子宫主韧带
子宫主韧带是支撑子宫位置的一条重要韧带，由子宫阔韧带基部的结缔组织增厚而成。它从子宫颈和阴道穹向侧面（两侧）延伸，附着在骨盆的侧壁上。女性输尿管、子宫动脉和下腹壁神经丛都在子宫主韧带内走行。

## 结构
子宫主韧带是子宫侧面的一对韧带，起自子宫颈外侧部，附着于子宫骶韧带 。 子宫主韧带通过闭孔内肌的闭孔筋膜连接子宫颈与盆侧壁，并与周围的盆腔血管纤维组织相连。

## 功能
子宫主韧带起着支撑子宫位置的重要作用，其通过为子宫颈提供侧向稳定性，维持子宫的正常位置，防止子宫脱垂。

## 临床意义
子宫主韧带在子宫切除术中有重要临床意义。由于其与输尿管毗邻，整个手术可能会损害子宫主韧带。

## 相关
- 盆腔内脏神经（英语：Pelvic splanchnic nerves）